# Момин-Проход
Момин-Проход (болг. Момин проход) — город в Болгарии. Находится в Софийской области, входит в общину Костенец. Население составляет 1426 человек (2022).

## Политическая ситуация
В местном кметстве Момин-Проход, в состав которого входит Момин-Проход, должность кмета (старосты) исполняет Иван Димитров Арнаутски (Порядок, законность и справедливость (РЗС)) по результатам выборов правления кметства.
Кмет (мэр) общины Костенец — Иво Димитров Тодоров (Граждане за европейское развитие Болгарии (ГЕРБ)) по результатам выборов в правление общины.